# Curación de María Magdalena y otras mujeres
La curación de María Magdalena y otras mujeres  es uno de los milagros de Jesús que aparece en el evangelio de Lucas en Lucas 8:1–3

## Texto bíblico
Sucedió, después, que él pasaba por ciudades y aldeas predicando y anunciando el Evangelio del Reino de Dios. Le acompañaban los doce y algunas mujeres que habían sido libradas de espíritus malignos y de enfermedades: María, llamada Magdalena, de la que habían salido siete demonios; y Juana, mujer de Cusa, administrador de Herodes; y Susana, y otras muchas que les asistían con sus bienes.

## Antecedentes
En varias ocasiones habla el evangelio de ciertas  mujeres que acompañan de Jesús.  San Lucas da a conocer el nombre de varias de tres de ellas: María Magdalena, a quien se le apareció  Jesús resucitado junto al Santo Sepulcro, Juana, de posición acomodada ya que era la mujer de Cusa, administrador de  Herodes y Susana de la que no hay otra mención en los evangelios más que esta.

## Interpretaciónde la Iglesia católica
El Señor acoge la dedicación y la asistencia de estas mujeres (cfr v. 3), que correspondían así a los beneficios recibidos (v. 2) y cooperaban en la tarea apostólica de la predicación del Reino de Dios (v. 1). Lucas recoge aquí este dato y da el nombre de tres de ellas: María Magdalena, el primer testigo de la resurrección (Jn 20,11-18; Mc 16,9); Juana, de posición acomodada y también testigo de la resurrección (24,10); y Susana, de la que no tenemos otra noticia que esta mención. No sólo en este pasaje, sino en todo su relato —aquí y, después, en el libro de los Hechos—, San Lucas recogerá, más que los otros evangelistas, la presencia de las mujeres en la obra del Evangelio.
De modo especial, el tercer evangelista recuerda el papel trascendental de  María Santísima (cfr notas a 1,5-2,52), pero es también quien evoca a Marta y María, cuando acogen al Señor en su casa (10,38-42), a las mujeres que se conmueven ante el sufrimiento de Cristo (23,27-31), a las que están con la Madre del Señor y el grupo de los Apóstoles (Hch 1,14), o a las que como Tabita (Hch 9,36) o Lidia (Hch 16,15) servían a sus hermanos en la fe, etc. En la Iglesia la mujer y el hombre gozan de igual dignidad. Dentro de esta dignidad común hay en la mujer, sin duda, características peculiares que se han de reflejar necesariamente en su papel dentro de la Iglesia:

Si no se recurre a la Madre de Dios no es posible comprender el misterio de la Iglesia, su realidad, su vitalidad esencial. Indirectamente hallamos aquí la referencia al paradigma bíblico de la “mujer”, como se delinea claramente ya en la descripción del “principio” (cfr Gn 3,15) y a lo largo del camino que va de la creación —pasando por el pecado— hasta la redención. De este modo se confirma la profunda unión entre lo que es humano y lo que constituye la economía divina de la salvación en la historia del hombre. La Biblia nos persuade del hecho de que no se puede lograr una auténtica hermenéutica del hombre, es decir, de lo que es “humano”, sin una adecuada referencia a lo que es “femenino”. Así sucede, de modo análogo, en la economía salvífica de Dios; si queremos comprenderla plenamente en relación con toda la historia del hombre no podemos dejar de lado, desde la óptica de nuestra fe, el misterio de la “mujer”: virgen–madre–esposa» 

## Otras fuentes
Listas de milagros encontradas en: 
- es.catholic.net
- mb-soft.com
- whoisjesus-really.com Archivado el 1 de diciembre de 2009 en Wayback Machine.
- globedia.com
- lasteologias.wordpress.com